# 塔里哈提·吾逊
塔里哈提·吾逊（哈薩克語： 1963年1月—），新疆托里人，哈萨克族，中华人民共和国政治人物、第十二届全国人民代表大会新疆地区代表。
毕业于新疆维吾尔自治区党委党校工商管理专业。1990年6月，加入中国共产党。2013年，担任全国人大代表。
2012年3月，任阿勒泰地区行署专员；
2017年3月，任新疆自治区环保厅厅长。